# Narman (district)
Narman is een Turks district in de provincie Erzurum en telt 18.277 inwoners (2007). Het district heeft een oppervlakte van 902,7 km². Hoofdplaats is Narman.
De bevolkingsontwikkeling van het district is weergegeven in onderstaande tabel.
| 1997   | 2000   | 2007   |
| ------ | ------ | ------ |
| 34.420 | 27.615 | 18.277 |